# 邦戈鎮區 (明尼蘇達州卡斯縣)
邦戈鎮區（英語：Bungo Township）是一個位於美國明尼蘇達州卡斯縣的行政鎮區。

## 人口
根據2020年美國人口普查的數據，邦戈鎮區的面積為93.00平方千米，當中陸地面積為89.60平方千米，而水域面積為3.40平方千米。當地共有人口159人，而人口密度為每平方千米2人。